# Apterocryncus
Apterocryncus is een geslacht van rechtvleugeligen uit de familie krekels (Gryllidae). De wetenschappelijke naam van dit geslacht is voor het eerst geldig gepubliceerd in 1990 door Gorochov.

## Soorten
Het geslacht Apterocryncus  is monotypisch en omvat slechts de volgende soort:
- Apterocryncus martini (Bolívar, 1900)